# Frontier in Space
Frontier in Space (La Frontière dans l'espace) est le soixante-septième épisode de la première série de la série télévisée britannique de science-fiction Doctor Who. Il fut originellement diffusé en six parties, du 24 février au 31 mars 1973 et voit la dernière apparition de l'acteur Roger Delgado dans le rôle du Maître.

## Accroche
Le Docteur et Jo se retrouvent par erreur dans un vaisseau spatial où ses occupants, en proie à des hallucinations, les prennent pour des extra-terrestres Draconiens. Cet incident est sur le point de se transformer en une guerre ouverte entre les deux empires. 

## Distribution
- Jon Pertwee — Le Docteur
- Katy Manning — Jo Grant
- Roger Delgado — Le Maître
- Vera Fusek — La Présidente
- Michael Hawkins — Le Général Williams
- Ramsay Williams — Le Congressiste Brook
- John Woodnutt — L'Empereur Draconien
- Peter Birrel — Le Prince Draconien
- Lawrence Davidson — Le premier secrétaire Draconien
- Roy Pattison — Le Pilote Spatial Draconien
- Bill Wilde — Le Capitaine Draconien
- Ian Frost — Le Messager Draconien
- Ray Lonnen — Gardiner
- Barry Ashton — Kemp
- John Rees — Hardy
- James Culliford — Stewart
- Harold Goldblatt — Le Professeur Dale
- Dennis Bowen — Le Gouverneur de la Prison
- Madhav Sharma — Patel
- Richard Shaw — Cross
- Luan Peters — Sheila
- Louis Mahoney, Bill Mitchell — Présentateurs des infos
- Karol Hagar — Secrétaire
- Timothy Craven — Le gardien de cellule
- Laurence Harrington — Le gardien lunaire
- Clifford Elkin — Le Capitaine Terrien
- Stanley Price — Le Pilote de Vaisseau Spatial
- Caroline Hunt — Le Technicien
- Rick Lester, Michael Kilgarriff, Stephen Thorne — Les Ogrons
- Michael Wisher — Voix des Daleks
- John Scott Martin, Murphy Grumbar, Cy Town — Les Daleks

## Résumé
Un vaisseau terrien devant entrer en collision imminente avec le TARDIS, le Docteur décide de procéder à une opération permettant de faire atterrir son vaisseau à l'intérieur du vaisseau terrien. Mais à peine se montre-t-il que les pilotes prennent le Docteur et Jo pour des draconiens belliqueux. L'incident provoque des remous sur la Terre entre la présidente de la planète, Williams, son général en chef et les ambassadeurs draconiens, chaque partie rejetant la faute sur l'autre. Alors que l'équipage est endormi, le Docteur est témoins du pillage du vaisseau par des mercenaires Ogrons. 
À leur réveil, l'équipage ainsi que les forces terriennes, refusent de les croire et pense qu'ils agissent en tant qu'espions pour les draconiens. Transférés et enfermés sur Terre, ils sont tour à tour interrogés par la présidente, par le général Williams ou par les ambassadeurs draconien qui pensent à chaque fois qu'ils mentent pour les services du camp d'en face. Ils finissent par être libérés par un Ogron, mais cette fuite se solde par un échec. 
Le Docteur est soumis au détecteur de mensonges, mais celui-ci explose en raison de son trop fort caractère. Williams l'envoie dans une prison lunaire où il rencontre d'autres prisonniers politiques, comme le Docteur Dale, du parti de la paix, qui estime que les deux empires devraient en venir à la paix. Cependant le responsable de la colonie de Sirius IV affirme que Jo et le Docteur sont deux dangereux criminels sous sa juridiction et réclame de les transférer. Ce responsable n'est autre que le Maître qui voit en cette occasion un moyen de se débarrasser d'eux et qui était derrière l'attaque initiale des Ogrons sur le vaisseau de la Terre. 
Emprisonnés ensemble sur la navette du Maître qui se dirige vers la planète des Ogrons, le Docteur et Jo élaborent un plan consistant à faire parler Jo afin que le Maître ne soupçonne pas de la disparition du Docteur. Le plan de fuite du Docteur est mis à mal par l'arrivée d'un vaisseau Draconien, qui considère que 
le vaisseau traverse leur territoire. Alors qu'ils sont tous emprisonnés sur le vaisseau, le Maître active un signal vers un vaisseau Ogron. Alors que le Docteur plaide sa cause devant l'empereur Draconien, les Ogrons font irruption se faisant passer pour des humains et récupérant le Maître. Mais l'un d'entre eux est abattu et la supercherie est mise à nu. Ils tentent de rentrer sur Terre afin d'en informer la Présidente, mais lors d'un abordage, le Maître réussit à enlever Jo et l'Ogron servant de preuve.
Le Docteur réussit toutefois à convaincre la présidente, ainsi que le général Williams des plans du Maître. Ils tentent alors une mission sur Ogron afin de récupérer Jo qui sert d'appât malgré elle et dirige le Docteur dans un piège. Là, le Docteur lui révèle qu'il travaille avec d'autres forces, les Daleks. Ceux-ci souhaitent exterminer le Docteur tout de suite, mais le Maître souhaite à ce qu'il meure une fois la Terre détruite. Jeté dans une cellule, le Docteur et ses compagnons parviennent à s'enfuir en utilisant le dispositif hypnotique afin que les Ogrons les prennent pour des Daleks. En tentant de rejoindre le TARDIS, le Docteur se fait toucher. Gravement blessé il repart de la planète en demandant de l'aide aux seigneurs du temps. 

### Continuité
- Prise d'hallucination, Jo pense que les humains dans le vaisseau sont des Drashigs, ces créatures reptiliennes vues dans l'épisode précédent. Dans ses hallucinations, elle voit aussi un Mutt de The Mutants et un démon des mers de The Sea Devils.
- Jo cite la planète Solos, sur laquelle se sont déroulés les événements de The Mutants.
- Le Docteur résume ce qui est arrivé lors de son procès dans The War Games et raconte aussi une anecdote arrivée avec des extraterrestres l'ayant passé au détecteur de mensonge. Il explique avoir sauvé le peuple draconien d'une maladie mortelle par le passé.
- Le Docteur ne réussit pas à ouvrir une porte avec son tournevis sonique et fait se déclencher une alarme.
- Jo reconnaît les Ogrons pour les avoir vus dans Day of the Daleks.
- Un des plans de Jo pour s'enfuir est le même que celui qu'ils ont utilisé dans The Mind of Evil.
- Jo chante des comptines afin d'échapper au pouvoir hypnotique du Maître, on trouve Mary Had a Little Lamb déjà utilisée dans The Dæmons.
- L'épisode se termine sur une fin à suspens amenant à l'épisode suivant : Planet of the Daleks.
- Jo fera référence à ces événements dans l'épisode de la série dérivée de Doctor Who, The Sarah Jane Adventures : Death of the Doctor.